# Emília Lèpida (filla de Marc Emili Lèpid)
Emília Lèpida (en llatí Emilia Lepida) va ser una dama romana del segle i. Era filla de Marc Emili Lèpid, cònsol l'any 6, i es va casar amb Drus Cèsar, fill de Germànic Cèsar i d'Agripina Major. Va denunciar alguna vegada al seu marit amb el propòsit de complaure a Tiberi, que la tenia en gran estima.
Mort Tiberi l'any 33, al 36 va ser acusada de relació adultera amb un esclau, i com que no va poder negar l'acusació, es va suïcidar.